# Operator dodatni
Operator dodatni (dodatnio określony) – operator liniowy {\displaystyle A:V\to V,} gdzie {\displaystyle V} jest przestrzenią wektorową z iloczynem skalarnym {\displaystyle (\cdot |\cdot )} o tej własności, że
{\displaystyle \forall _{x\in V}\;(x|Ax)\geqslant 0.}
Jeśli przestrzeń wektorowa {\displaystyle V} jest przestrzenią nad ciałem liczb zespolonych, to w szczególności dla wszystkich wektorów powyższy iloczyn skalarny jest liczbą rzeczywistą.